# 熊本県小学校の廃校一覧
熊本県小学校の廃校一覧（くまもとけんしょうがっこうのはいこういちらん）は、熊本県内の廃校となった小学校の一覧。対象となるのは、学制改革（1947年）以降に廃校となった小学校とその分校である。名称は廃校当時のもの。廃校時に小学校が所在していた自治体がその後合併により消滅している場合は、現行の自治体に含める。また現在休校中の県内の小学校も合わせて記載する。
（）内は廃校になった年（もしくは休校になった年）、統合先の小学校など。

## 熊本市
- 熊本市立城北小学校新地分校（1987年廃校し特別支援学級を設置）[1]
- 熊本市立松尾北小学校（2017年熊本市立小島小学校へ統合）[2]
- 熊本市立松尾東小学校（同上）[2]
- 熊本市立松尾西小学校（同上）[2]
- 熊本市立河内小学校白浜分校（2018年）[3]
- 西里村立西里南小学校（1950年熊本市立西里小学校〈当時：西里村立〉へ統合）[4]
- 富合村立富合東小学校（1963年統合により熊本市立富合小学校〈当時：富合村立〉へ）[5]
- 富合村立富合西小学校（同上）[5]
- 富合村立富合南小学校（同上）[5]
- 熊本信愛女学院小学校（1967年）[6]
- 城南町立杉上東小学校（1979年杉上西小と統合し熊本市立杉上小学校〈当時：城南町立〉へ）[7]
- 城南町立杉上西小学校（1979年杉上東小と統合し杉上小へ）[7]

## 八代市
- 八代市立八代小学校大築島分校（1961年）[8]
- 八代市立二見小学校田子崎分校（1982年）[9]
- 八代市立二見小学校小藪分校（1982年）[9]
- 八代市立泉第五小学校（1995年休校、2009年廃校[10]）
- 八代市立泉第七小学校（1989年休校、1990年再開、2008年再休校、2011年廃校）[11]
- 八代市立泉第六小学校（2000年休校、2011年廃校）[11]
- 八代市立久多良木小学校（2006年八代市立八竜小学校へ統合）[12]
- 八代市立松高小学校大島分校（2007年休校、2008年廃校[13]）
- 八代市立河俣小学校坂より上分校（2010年）[14]
- 八代市立泉第三小学校（2011年休校[15]、2014年泉第一小、泉第二小、泉中と統合し八代市立泉小中学校へ）[16]
- 八代市立宮地東小学校（2013年休校、2014年廃校[17]）
- 八代市立河俣小学校（2013年[18]統合により八代市立東陽小学校へ[19]）
- 八代市立種山小学校（同上）[18][19]
- 八代市立種山小学校内ノ木場分校（同上）[18][19]
- 八代市立泉第一小学校（2014年泉第二小、泉第三小、泉中と統合し泉小中へ）[16]
- 八代市立泉第二小学校（2014年泉第一小、泉第三小、泉中と統合し泉小中へ）[16]
- 八代市立金剛小学校敷川内分校（2017年）[20]
- 八代市立八千把小学校浜分校（2018年）[21]
- 八代市立鏡西部小学校（2020年八代市立鏡小学校へ統合）[22]
- 千丁村立千丁第一小学校（1958年千丁第二小と統合し八代市立千丁小学校〈当時：千丁村立〉東校舎となり、1961年完全統合）[23]
- 千丁村立千丁第二小学校（1958年千丁第一小と統合し千丁小西校舎となり、1961年完全統合）[23]
- 泉村立泉第六小学校西の岩分校（1993年）
- 泉村立泉第七小学校葉木分校（1994年）
- 泉村立泉第四小学校（1989年休校、1997年泉第三小へ統合）
- 鏡町立文政小学校北新地分校（1977年）[24][注釈 1]
- 坂本村立川嶽小学校（1961年中津道小へ統合）
- 坂本村立中津道小学校市之俣分校（1988年）
- 坂本村立中津道小学校（2003年統合により八竜小へ）[12]
- 坂本村立田上小学校（同上）[12]
- 坂本村立藤本小学校（同上）[12]
- 坂本村立中谷小学校（同上）[12]
- 坂本村立鮎帰小学校（同上）[12]
- 坂本村立鮎帰小学校責分校（同上）[注釈 2]
- 坂本村立深水小学校（同上）[12]
- 坂本村立西部小学校（同上）[12]

## 人吉市
- 人吉市立大塚小学校官行分校（1953年）[25]
- 人吉市立東間小学校木地屋分校（1962年）[26]
- 人吉市立大畑小学校段塔分校（1976年休校、1979年廃校）[27]
- 人吉市立大塚小学校（2002年休校、2011年廃校）[28]
- 人吉市立矢岳小学校（2003年休校、2014年人吉市立人吉西小学校へ統合）[29]
- 人吉市立西瀬小学校鹿目分校（2007年休校[28]、2014年廃校[30]）
- 人吉市立田野小学校（2012年休校、2014年廃校）[28]

## 荒尾市
- 荒尾市立荒尾第四小学校（2006年荒尾市立緑ヶ丘小学校へ統合）[31]
- 荒尾市立荒尾第二小学校（2011年荒尾第三小と統合し荒尾市立万田小学校へ）[32]
- 荒尾市立荒尾第三小学校（2011年荒尾第二小と統合し万田小へ）[32]

## 水俣市
- 水俣市立水俣第一小中学校湯之児分校（1984年休校、1999年廃校）[33]
- 水俣市立久木野小学校大川分校（1999年）[34]
- 水俣市立久木野小学校越小場分校（1999年）[34]
- 水俣市立石坂川小学校（2008年水俣市立葛渡小学校へ統合）[35]
- 水俣市立石坂川小学校石飛分校（同上）
- 水俣市立深川小学校（2009年水俣市立水俣第一小学校と葛渡小[35]へ分割統合）

## 玉名市
- 玉名市立玉名小学校（2018年統合により玉名市立玉陵小学校へ）[36]
- 玉名市立石貫小学校（同上）[36]
- 玉名市立梅林小学校（同上）[36]
- 玉名市立小田小学校（同上）[36]
- 玉名市立三ツ川小学校（同上）[36]
- 玉名市立月瀬小学校（同上）[36]
- 玉名市立小天東小学校（2020年玉名市立小天小学校へ統合）[37]
- 玉名市立大浜小学校（2025年統合により玉名市立大豊小学校へ）[38]
- 玉名市立豊水小学校（同上）[38]

## 山鹿市
- 山鹿市立内田小学校矢谷分校（2007年休校[39]、2016年統合により山鹿市立菊鹿小学校へ）[40]
- 山鹿市立川辺小学校（2013年山鹿市立山鹿小学校へ統合）[41]
- 山鹿市立岳間小学校（2013年統合により山鹿市立鹿北小学校へ）[42]
- 山鹿市立岩野小学校（同上）[42]
- 山鹿市立広見小学校（同上）[42]
- 山鹿市立六郷小学校（2016年統合により菊鹿小へ）[43]
- 山鹿市立内田小学校（同上）[43]
- 山鹿市立城北小学校（同上）[43]
- 山鹿市立内田小学校山内分校（同上）[40]
- 山鹿市立米田小学校（2017年統合により山鹿市立めのだけ小学校へ）[44]
- 山鹿市立千田小学校（同上）[44]
- 山鹿市立米野岳小学校（同上）[44]
- 山鹿市立山内小学校（同上）[44]
- 山鹿市立来民小学校（2020年統合により山鹿市立鹿本小学校へ）[45]
- 山鹿市立稲田小学校（同上）[45]
- 山鹿市立中富小学校（同上）[45]
- 鹿央村立米野岳小学校米野分校（1957年）[46]
- 鹿北町立岩野小学校男岳分校（1966年）
- 菊鹿町立中央小学校（1969年東小と統合し六郷小へ）[47]
- 菊鹿町立東小学校（1969年中央小と統合し六郷小へ） [47]

## 菊池市
- 菊池市立水源北小学校渡打分校（1971年）
- 菊池市立水源北小学校杉生分校（1971年）
- 菊池市立中山小学校（1980年龍門小へ統合）[48]
- 菊池市立中山小学校小木分校（同上）[48]
- 菊池市立重味小学校（1993年水源北小と統合し迫水小へ）[49]
- 菊池市立水源北小学校（1993年重味小と統合し迫水小へ）[49]
- 菊池市立豊間小学校（1993年菊池市立菊池北小学校新設のため廃校）[50][注釈 3]
- 菊池市立水源小学校（2013年菊池北小へ統合）[51]
- 菊池市立迫水小学校（同上）[51]
- 菊池市立龍門小学校（同上）[51]
- 菊池市立河原小学校（2013年菊池市立隈府小学校へ統合）[52]
- 旭志村立旭野小学校（1966年統合により菊池市立旭志小学校〈当時：旭志村立〉へ）[53]
- 旭志村立護川小学校（同上）[53]
- 旭志村立麓小学校（同上）[53]
- 旭志村立新明小学校（同上）[53]
- 七城村立七城中央小学校（1966年統合により菊池市立七城小学校〈当時：七城村立〉へ）[54][注釈 4]
- 七城村立七城北小学校（1966年七城小北分室となり、1967年廃止）[54]
- 七城村立七城南小学校（1966年七城小南分室となり、1967年廃止）[54]

## 宇土市
- 宇土市立網田小学校長浜分校（1964年）[55][注釈 5]
- 宇土市立宇土小学校〈旧〉（1967年轟小と統合し宇土市立宇土小学校〈新〉宇土分室となり、1969年9月完全統合）[56]
- 宇土市立轟小学校（1967年宇土小〈旧〉と統合し宇土小〈新〉轟分室となり、1969年9月完全統合）[56]
- 宇土市立網津小学校網引分校（1972年綱引分室となり、1973年廃止）[57]
- 宇土市立網田小学校赤瀬分校（1972年）[55]

## 上天草市
- 上天草市立中南小学校江後分校（2008年）[58]
- 上天草市立樋合小学校（2010年上天草市立今津小学校へ統合）[59]
- 上天草市立牟田小学校（2010年上天草市立姫戸小学校へ統合）[60]
- 上天草市立高戸小学校（2011年統合により上天草市立龍ヶ岳小学校へ）[61]
- 上天草市立樋島小学校（同上）[61]
- 上天草市立大道小学校（同上）[61]
- 上天草市立上北小学校（2012年上天草市立上小学校へ統合）[62]
- 姫戸村立姫戸小学校〈旧〉（1959年二間戸小と統合し姫戸小〈新〉へ）[60]
- 姫戸村立二間戸小学校（1959年姫戸小〈旧〉と統合し姫戸小〈新〉へ）[60]
- 大矢野町立上小学校野釜分校（1997年）[62]

## 宇城市
- 宇城市立三角小学校〈初代〉（2005年戸馳小と統合し宇城市立三角小学校〈2代目〉へ）[63]
- 宇城市立戸馳小学校（2005年三角小〈初代〉と統合し三角小〈2代目〉へ）[63]
- 宇城市立不知火小学校〈旧〉（2021年松合小と統合し宇城市立不知火小学校〈新〉へ）[64]
- 宇城市立松合小学校（2021年不知火小〈旧〉と統合し不知火小〈新〉へ）[64]
- 三角町立三角小学校大田尾分校（1964年小田良分校と統合し三角北小へ）[65]
- 三角町立三角小学校小田良分校（1964年大田尾分校と統合し三角北小へ）[65]
- 三角町立三角北小学校（1998年三角小〈初代〉へ統合）[63]
- 三角町立三角東小学校（2002年三角小〈初代〉へ統合）[63]
- 三角町立郡浦小学校（2003年大岳小と統合し宇城市立青海小学校〈当時：三角町立〉へ）[66]
- 三角町立大岳小学校（2003年郡浦小と統合し青海小へ）[66]
- 豊野村立豊野南部小学校（1960年豊野北部小と統合し豊野村立豊野小学校〈現：宇城市立豊野小中学校〉へ）[67]
- 豊野村立豊野北部小学校（1960年豊野南部小と統合し豊野小へ）[67]
- 豊野村立豊野小学校安見分校（1982年）[65]

## 阿蘇市
- 阿蘇市立役犬原小学校（2005年碧水小へ統合）[68]
- 阿蘇市立碧水小学校（2013年乙姫小と統合し阿蘇市立阿蘇小学校へ）[68]
- 阿蘇市立乙姫小学校（2013年碧水小と統合し阿蘇小へ）[68]
- 阿蘇市立中通小学校（2013年宮地小へ統合）[69]
- 阿蘇市立宮地小学校（2016年統合により阿蘇市立一の宮小学校へ）[70]
- 阿蘇市立坂梨小学校（同上）[70]
- 阿蘇市立古城小学校（同上）[70]
- 阿蘇市立尾ヶ石東部小学校（2016年阿蘇市立阿蘇西小学校へ統合）[71]
- 阿蘇町立尾ヶ石西部小学校黎明分校（1956年休校）[72]
- 阿蘇町立尾ヶ石東部小学校大鶴分校（1969年）[73]
- 阿蘇町立永水小学校（1970年尾ヶ石西部小と統合し阿蘇西小へ）[72]
- 阿蘇町立尾ヶ石西部小学校（1970年永水小と統合し阿蘇西小へ）[72]
- 阿蘇町立内牧小学校深葉分校（2003年）[74]
- 波野村立楢木野小学校（1999年統合により阿蘇市立波野小学校〈当時：波野村立〉へ）[75]
- 波野村立遊雀小学校（同上）[75]
- 波野村立波野中部小学校（同上）[75]
- 波野村立小池野小学校（同上）[75]

## 天草市
- 天草市立浅海小学校（2006年深海小へ統合）[76]
- 天草市立浦小学校（2008年統合により天草市立倉岳小学校へ）[77]
- 天草市立棚底小学校（同上）[77]
- 天草市立宮田小学校（同上）[77]
- 天草市立赤崎小学校（2009年浦和小へ統合）[78]
- 天草市立新和小学校〈初代〉（2011年大多尾小と統合し天草市立新和小学校〈2代目〉へ）[79]
- 天草市立大多尾小学校（2011年新和小〈初代〉と統合し新和小〈2代目〉へ）[79]
- 天草市立下浦第一小学校（2012年金焼小と統合し本渡東小〈初代〉へ）[80]
- 天草市立金焼小学校（2012年下浦第一小と統合し本渡東小〈初代〉へ）[80]
- 天草市立一町田小学校（2012年統合により天草市立河浦小学校へ）[81]
- 天草市立一町田小学校第一分校（同上）[81]
- 天草市立富津小学校（同上）[81]
- 天草市立亀場小学校（2012年統合により天草市立亀川小学校へ）[82]
- 天草市立枦宇土小学校（同上）[82]
- 天草市立宮地岳小学校（同上）[82]
- 天草市立鬼池小学校（2012年御領小と統合し御領鬼池小へ）[83]
- 天草市立御領小学校（2012年鬼池小と統合し御領鬼池小へ）[83]
- 天草市立新合小学校（2013年河浦小へ統合）[84]
- 天草市立宮野河内小学校（同上）[84]
- 天草市立福連木小学校（2013年統合により天草市立天草小学校へ）[84]
- 天草市立下田北小学校（同上）[84]
- 天草市立下田南小学校（同上）[84]
- 天草市立高浜小学校（同上）[84]
- 天草市立大江小学校（同上）[84]
- 天草市立牛深小学校〈初代〉（2014年統合により天草市立牛深小学校〈2代目〉へ）[85]
- 天草市立二浦小学校（同上）[85]
- 天草市立魚貫小学校（同上）[85]
- 天草市立天附小学校（同上）[85]
- 天草市立御所浦北小学校（2014年天草市立御所浦小学校へ統合）[86]
- 天草市立御領鬼池小学校（2014年統合により天草市立五和小学校へ）[83]
- 天草市立城河原小学校（同上）[83]
- 天草市立手野小学校（同上）[83]
- 天草市立二江小学校（同上）[83]
- 天草市立久玉小学校（2017年深海小と統合し天草市立牛深東小学校へ）[87]
- 天草市立深海小学校（2017年久玉小と統合し牛深東小へ）[87]
- 天草市立本渡東小学校〈初代〉（2018年統合により天草市立本渡東小学校〈2代目〉へ）[88]
- 天草市立志柿小学校（同上）[88]
- 天草市立瀬戸小学校（同上）[88]
- 天草市立大楠小学校（2018年統合により天草市立有明小学校へ）[88]
- 天草市立浦和小学校（同上）[88]
- 天草市立島子小学校（同上）[88]
- 牛深市立久玉小学校戸島分校（1955年）[89]
- 牛深市立大島小学校（1975年牛深小〈初代〉へ統合）[85]
- 牛深市立久玉小学校大之浦分校（1998年休校、1999年廃校）[89]
- 牛深市立深海小学校下平分校（2000年）[76]
- 牛深市立池田小学校（2004年魚貫小へ統合）[86]
- 牛深市立茂串小学校（2005年牛深小〈初代〉へ統合）[85]
- 牛深市立山之浦小学校（2005年久玉小へ統合）[89]
- 牛深市立内之原小学校（同上）[89]
- 本渡市立本渡南小学校半河内分校（1964年）[90]
- 本渡市立枦宇土小学校海老宇土分校（1967年）
- 本渡市立楠浦小学校方原分校（1968年）[注釈 6]
- 本渡市立本町小学校宇土分校（1983年）[注釈 7]
- 本渡市立本町小学校平床分校（1987年）
- 有明町立大浦小学校（1988年楠甫小と統合し大楠小へ）[91]
- 有明町立楠甫小学校（1988年大浦小と統合し大楠小へ）[91]
- 有明町立須子小学校（1994年大楠小へ統合）[91]
- 御所浦町立牧島小学校（2002年御所浦小〈初代〉へ統合）
- 御所浦町立嵐口小学校外平分校（2003年）
- 御所浦町立御所浦小学校〈初代〉（2005年統合により御所浦小〈2代目〉へ）[92][注釈 8]
- 御所浦町立御所浦南小学校（同上）[92]
- 御所浦町立嵐口小学校（同上）[92]
- 天草町立大江小学校軍ヶ浦分校（1975年）[84]
- 天草町立大江小学校向辺田分校（2004年二浦小へ統合）[85]
- 河浦町立富津小学校小島分校（1967年）[93]
- 河浦町立一町田小学校板之河内分校（2005年）[94]
- 五和町立鬼池小学校引坂分校（1970年）[95]
- 五和町立御領小学校大島分校（1992年）[95]
- 栖本町立河内小学校（2001年天草市立栖本小学校〈当時：栖本町立〉へ統合）[96]
- 新和町立小宮地小学校（2001年統合により新和小〈初代〉へ）[97]
- 新和町立中石小学校（同上）[97]
- 新和町立大宮地小学校（同上） [97]
- 新和町立宮南小学校（同上）[97]

## 合志市
- 合志村立竹迫小学校（1959年9月30日統合により合志市立合志小学校〈当時：合志村立〉へ）[98]
- 合志村立豊岡小学校（同上）[98]
- 合志村立栄小学校（同上）[98]
- 合志村立合志小学校群分校（1964年）[注釈 9]
- 合志町立合志小学校恵楓園分校（1976年休校、1994年廃校）[注釈 10]
- 西合志町立西合志南小学校再春荘分校（1967年県立に移管し[99]菊池養護学校再春荘分校〈現：熊本県立黒石原支援学校〉へ[100]）

## 下益城郡
- 美里町
  - 砥用町立砥用小学校九尾分校（1961年）[101]
  - 砥用町立砥用小学校小田尾分校（1967年）[102]
  - 砥用町立砥用小学校早楠分校（1968年）[103]
  - 砥用町立砥用小学校柏川分校（1982年）[104]
  - 砥用町立遠野小学校（1982年統合により美里町立励徳小学校〈当時：砥用町立〉へ）[105]
  - 砥用町立遠野小学校洞岳分校（同上）[105]
  - 砥用町立畝野小学校（同上）[105]
  - 砥用町立畝野小学校川越分校（同上）[105]
  - 砥用町立砥用小学校〈旧〉（1982年統合により美里町立砥用小学校〈当時：砥用町立〉へ）[106]
  - 砥用町立名越谷小学校（同上）[106]
  - 砥用町立豊富小学校（同上）[106]
  - 中央町立中央北小学校（1999年統合により美里町立中央小学校〈当時：中央町立〉へ）[107]
  - 中央町立中央東小学校（同上）[107]
  - 中央町立中央南小学校（同上）[107]
  - 中央町立中央西小学校（同上）[107]

## 玉名郡
- 南関町
  - 南関町立南関第五小学校（1956年9月玉名市立三ツ川小学校[108]と南関町立南関第四小学校へ分割）
- 和水町
  - 和水町立緑小学校（2014年統合により和水町立三加和小学校となり、同時に和水町立三加和中学校との小中一貫校へ）[109]
  - 和水町立緑小学校十町分校（同上）[109]
  - 和水町立神尾小学校（同上）[109]
  - 和水町立春富小学校（同上）[109]
  - 和水町立菊水西小学校（2020年統合により和水町立菊水小学校へ）[110]
  - 和水町立菊水中央小学校（同上）[110]
  - 和水町立菊水東小学校（同上）[110]
  - 和水町立菊水南小学校（同上）[110]

## 菊池郡
- 大津町
  - 大津町立陣内小学校（1969年岩坂小と統合し大津町立大津南小学校へ）[111]
  - 大津町立岩坂小学校（1969年陣内小と統合し大津南小へ）[111]
  - 大津町立瀬田小学校（1969年錦野小と統合し大津町立大津東小学校へ）[112]
  - 大津町立錦野小学校（1969年瀬田小と統合し大津東小へ）[112]
  - 大津町立大津小学校高尾野分校（1972年）[113]
  - 大津町立大津小学校若草学園分校（1973年）
  - 大津町立大津小学校〈旧〉（1990年大津町立大津小学校〈新〉[114]と大津町立室小学校へ分割）[注釈 11]
  - 大津町立平川小学校（2003年統合により大津町立大津北小学校へ）[115]
  - 大津町立真城小学校（同上）[115]
  - 大津町立矢護川小学校（同上）[115]
- 菊陽町
  - 菊陽町立菊陽中部小学校花立分校（1964年）

## 阿蘇郡
- 南小国町
  - 南小国町立波居原小学校（1970年10月1日南小国町立市原小学校波居原分校となり、1971年4月8日完全統合）[116]
  - 南小国町立黒川小学校（2004年統合により南小国町立りんどうヶ丘小学校へ）[117]
  - 南小国町立満願寺小学校（同上）[117]
  - 南小国町立星和小学校（同上）[117]
- 小国町
  - 小国町立志屋小学校（1969年蓬莱小へ統合）[118]
  - 小国町立北里小学校岳の湯分校（1972年7月1日）[118]
  - 小国町立宮原小学校上田分校（1973年）[118]
  - 小国町立杉室小学校（1974年蓬莱小へ統合）[118]
  - 小国町立下城小学校杖立分校（1978年）[118]
  - 小国町立蓬萊小学校（2009年統合により小国町立小国小学校へ）[118]
  - 小国町立万成小学校（同上）[118]
  - 小国町立下城小学校（同上）[118]
  - 小国町立宮原小学校（同上）[118]
  - 小国町立北里小学校（同上）[118]
  - 小国町立西里小学校（同上）[118]
- 産山村
  - 産山村立南部小学校（1977年山鹿小へ統合）
  - 産山村立山鹿小学校（2007年産山北部小と統合し産山小へ）[119]
  - 産山村立産山北部小学校（2007年山鹿小と統合し産山小へ）[119]
  - 産山村立産山小学校（2018年産山中と統合し産山村立産山学園へ）[120]
- 高森町
  - 高森町立野尻小学校永野分校（1968年）
  - 高森町立尾下小学校（1992年野尻小へ統合）[121]
  - 高森町立野尻小学校（1995年統合により高森町立高森東小学校〈現：高森町立高森東学園義務教育学校〉へ）[121]
  - 高森町立河原小学校（同上）[121]
  - 高森町立草部北部小学校（同上）[121]
  - 高森町立高森小学校（2003年統合により高森町立高森中央小学校へ）[122]
  - 高森町立色見小学校（同上）[122]
  - 高森町立上色見小学校（同上）[122]
  - 高森町立草部南部小学校（2005年高森東小へ統合）[121]
- 南阿蘇村
  - 南阿蘇村立長陽小学校（2012年統合により南阿蘇村立南阿蘇西小学校へ）[123]
  - 南阿蘇村立長陽西部小学校（同上）[123]
  - 南阿蘇村立立野小学校（同上）[123]
  - 南阿蘇村立白水小学校〈旧〉（2021年統合により南阿蘇村立白水小学校〈新〉へ）[124]
  - 南阿蘇村立中松小学校（同上）[124]
  - 南阿蘇村立両併小学校（同上）[124]
  - 久木野村立河陰小学校（1972年久石小と統合し南阿蘇村立久木野小学校〈当時：久木野村立〉へ）[注釈 12]
  - 久木野村立久石小学校（1972年河陰小と統合し久木野小へ）

## 上益城郡
- 御船町
  - 御船町立水越小学校（2005年御船町立滝尾小学校へ統合）[125]
  - 御船町立田代西部小学校（2005年上野小へ統合）[126]
  - 御船町立七滝小学校（2006年統合により御船町立七滝中央小学校へ）[126]
  - 御船町立上野小学校（同上）[126]
  - 御船町立田代東部小学校（同上）[126]
- 益城町
  - 益城町立木山小学校（1966年9月1日福田小と統合し益城町立益城中央小学校木山教室となり、1968年4月25日完全統合）[127]
  - 益城町立福田小学校（1966年9月1日木山小と統合し益城中央小福田教室となり、1968年4月25日完全統合）[127]
  - 益城町立広安小学校〈旧〉（1995年益城町広安小学校〈新〉と益城町広安西小学校へ分割）[128]
  - 益城町及び御船町中小学校組合立袴野小中学校（2013年御船町立七滝中央小へ統合）[126]
- 甲佐町
  - 甲佐町立宮内小学校（2009年甲佐町立甲佐小学校へ統合）[129]
- 山都町
  - 山都町立浜町小学校（2005年統合により山都町立矢部小学校へ）[130]
  - 山都町立白糸第一小学校（同上）[130]
  - 山都町立白糸第三小学校（同上）[130]
  - 山都町立下矢部西部小学校（同上）[130]
  - 山都町立下矢部東部小学校（同上）[130]
  - 山都町立御岳西部小学校（2005年統合により潤徳小へ）[131]
  - 山都町立下名連石小学校（同上）[131]
  - 山都町立御所小学校（同上） [131]
  - 山都町立中島東部小学校（2005年統合により山都町立中島小学校へ）[132]
  - 山都町立中島西部小学校（同上）[132]
  - 山都町立中島南部小学校（同上）[132]
  - 山都町立清和小学校〈旧〉（2006年統合により山都町立清和小学校〈新〉へ）[133]
  - 山都町立朝日小学校（同上）[133]
  - 山都町立小峰小学校（同上）[133]
  - 山都町立馬見原小学校（2012年統合により山都町立蘇陽南小学校へ）[134]
  - 山都町立菅尾小学校（同上）[134]
  - 山都町立大野小学校（同上）[134]
  - 山都町立潤徳小学校（2024年矢部小へ統合）[135]
  - 矢部町立御岳小学校麻山分校（1971年）[136]
  - 矢部町立白糸第二小学校内大臣分校（1980年）[137]
  - 矢部町立白糸第二小学校（2000年白糸第一小へ統合）[137]
  - 清和村立高松小学校（1967年清和小と小峰小へ分割統合）[137]
  - 清和村立緑川小学校西緑川分校（1971年小峰小へ統合）[137]
  - 清和村立木原谷小学校（1995年小峰小へ統合）[137]
  - 清和村立緑川小学校（同上）[137]
  - 清和村立朝日西部小学校（1995年朝日小へ統合）[137]
  - 蘇陽町立二瀬本小学校（1991年統合により山都町立蘇陽小学校〈当時：蘇陽町立〉へ）[138]
  - 蘇陽町立二瀬本小学校花上分校（同上）[138]
  - 蘇陽町立橘小学校（同上）[138]
  - 蘇陽町立長谷小学校（同上）[138]
  - 蘇陽町立上差尾小学校（同上）[138]
  - 蘇陽町立馬見原小学校長崎分校（1989年）[139]
  - 蘇陽町立東竹原小学校（2002年蘇陽小へ統合）[138]

## 八代郡
- 氷川町
  - 竜北町立竜北東部小学校（1975年竜北南部小と統合し氷川町立竜北東小学校〈当時：竜北町立〉へ）[140]
  - 竜北町立竜北南部小学校（1975年竜北東部小と統合し竜北東小へ）[140]

## 葦北郡
- 芦北町
  - 芦北町立計石小学校鶴木山分校（1970年）
  - 芦北町立田川小学校（1971年芦北町立佐敷小学校へ統合）[141]
  - 芦北町立大野小学校国見分校（1972年）[142]
  - 芦北町立海路小学校上原分校（1991年休校、2022年廃校[143]）
  - 芦北町立海路小学校（1994年休校、2022年廃校[143]）
  - 芦北町立佐敷小学校伏木氏分校（1995年休校、2022年廃校[143]）
  - 芦北町立大尼田小学校（2002年佐敷小へ統合）[141]
  - 芦北町立内野小学校〈旧〉（2004年統合により芦北町立内野小学校〈新〉へ）[144]
  - 芦北町立丸米小学校（同上）[144]
  - 芦北町立古石小学校（同上）[144]
  - 芦北町立古石小学校熊ヶ倉分校（同上）
  - 芦北町立女島小学校（2005年芦北町立湯浦小学校へ統合）[145]
  - 芦北町立大岩小学校（2005年芦北町立田浦小学校へ統合）[146]
  - 芦北町立白木小学校（2006年芦北町立大野小学校へ統合）[142]
  - 芦北町立告小学校（同上）[142]
  - 芦北町立小田浦小学校（2008年田浦小へ統合）[146]
  - 芦北町立海浦小学校（同上）[146]
  - 芦北町立計石小学校（2012年佐敷小へ統合）[144]
  - 芦北町立吉尾小学校（2022年佐敷小へ統合）[147]
  - 葦北町立白木小学校白石分校（1955年）
  - 田浦町立田浦小学校横居木分校（1969年）[144]
  - 田浦町立井牟田小学校（1996年田浦小へ統合）[146]
  - 佐敷町立佐敷小学校宮浦分校（1947年）[141]
- 津奈木町
  - 津奈木町立赤崎小学校（2010年津奈木町立津奈木小学校へ統合）[148]
  - 津奈木町立平国小学校（2016年津奈木小へ統合）[148]

## 球磨郡
- 多良木町
  - 多良木町立黒肥地小学校多良木学園分校（1979年）[28]
  - 多良木町立下槻木小学校（1998年休校、2006年多良木町立槻木小学校へ統合）[149]
  - 多良木町立宮ヶ野小学校（2010年休校、児童は多良木町立多良木小学校へ通学）[150]
- 水上村
  - 水上村立江代小学校（1958年）[28]
  - 水上村立岩野小学校川内分校（1979年10月）[151]
  - 水上村立古屋敷小学校柳原分校（1985年休校[28]、2001年本校とともに廃校）
  - 水上村立古屋敷小学校（2001年水上村立岩野小学校へ統合）[151]
  - 水上村立湯山小学校（2023年岩野小・水上中と統合し水上村立水上学園へ）[152]
  - 水上村立岩野小学校（2023年湯山小・水上中と統合し水上学園へ）[152]
- 相良村
  - 相良村立相良南小学校川辺分校（1989年）[28]
  - 相良村立相良南小学校柳瀬分校（1989年）[28]
  - 相良村立野原小学校（1994年相良村立相良北小学校へ統合）[153]
- 山江村
  - 山江村立尾崎小学校（1975年山江村立山田小学校へ統合）[154]
  - 山江村立山田小学校尾寄崎分校（1978年休校、1988年廃校）[154]
  - 山江村立大川内小学校（1988年屋形小・城内小・山田小尾寄崎分校と統合し山江村立万江小学校へ）[155]
  - 山江村立屋形小学校（1988年大川内小・城内小・山田小尾寄崎分校と統合し万江小へ）[155]
  - 山江村立城内小学校（1988年大川内小・屋形小・山田小尾寄崎分校と統合し万江小へ）[155]
- 球磨村
  - 球磨村立神瀬小学校多武除分校（1956年）[156]
  - 球磨村立渡西小学校（1961年）[157]
  - 球磨村立一勝地第一小学校岳本分校（1958年）[28]
  - 球磨村立大瀬小学校（1964年神瀬小へ統合）[28]
  - 球磨村立一勝地第一小学校譲葉分校（1968年）[28]
  - 球磨村立高沢小学校大槻分校（1982年）[28]
  - 球磨村立一勝地第二小学校俣口分校（2001年休校、2010年廃校）[28]
  - 球磨村立渡小学校内布分校（2004年）[157]
  - 球磨村立渡小学校立野分校（2004年）[157]
  - 球磨村立神瀬小学校川島分校（2004年）[28]
  - 球磨村立高沢小学校（2004年一勝地第一小へ統合）[28]
  - 球磨村立一勝地第一小学校（2010年統合により一勝地小へ）[158]
  - 球磨村立一勝地第二小学校（同上）[158]
  - 球磨村立神瀬小学校（同上）[158]
  - 球磨村立渡小学校（2024年一勝地小・球磨中と統合し球磨村立球磨清流学園へ）[159]
  - 球磨村立一勝地小学校（2024年渡小・球磨中と統合し球磨清流学園へ）[159]
- 五木村
  - 五木村立五木北小学校中道分校（1975年）[160]
  - 五木村立五木南小学校（1992年五木村立五木東小学校へ統合）[161]
  - 五木村立三浦小学校下梶原分校（1995年休校** 五木村立五木東小学校平瀬分校（2001年休校、2006年廃校[161]）、2005年廃校）
  - 五木村立五木西小学校端海野分校（2000年）[28]
  - 五木村立五木北小学校平沢津分校（2000年休校、2007年廃校[160]）
  - 五木村立五木東小学校平瀬分校（2001年休校、2006年廃校[161]）
  - 五木村立三浦小学校（2006年五木東小へ統合）[161]
  - 五木村立五木西小学校（2009年五木東小へ統合）[161]
  - 五木村立五木北小学校（2011年五木東小へ統合）[161]
- あさぎり町
  - あさぎり町立上小学校皆越分校（1982年皆越小から改称、2011年廃校）[162]
  - 上村立上小学校八ヶ峯分校（1969年）[162]

## 天草郡
- 苓北町
  - 苓北町立坂瀬川小学校鶴分校（1979年）[163]
  - 苓北町立志岐小学校上津深江分校（1998年）[164]
  - 苓北町立木場小学校（1965年都呂々小木場分校から独立、2003年苓北町立都呂々小学校へ統合）[165]